# Sergéj Urusévskij
Sergéj Pávlovič Urusévskij (San Pietroburgo, 23 dicembre 1908 – Mosca, 12 novembre 1974) è stato un direttore della fotografia e regista sovietico.

## Filmografia

### Direttore della fotografia
- Soy Cuba (1964)

### Regista
- Beg inochodca (1968)
- Poj pesnju, poėt... (1971)